# Синкельдам, Рамон
Рамон Синкельдам (нидерл. Ramon Sinkeldam, род. 9 февраля 1989 года в Вормере, Нидерланды) — нидерландский профессиональный шоссейный велогонщик, выступающий за «Groupama-FDJ». Чемпион Нидерландов 2017 года в групповой гонке.

## Карьера
С девяти лет занимался маунтинбайком и велокроссом. В 2006 году стал чемпионом Нидерландов в велокроссе среди юниоров. В следующем году повторил это достижение, а также стал бронзовым призером чемпионата Европы и четвертым на чемпионате мира в своей возрастной категории. Кроме того, он первенствовал в Суперпрестиже.
В 2007 году был принят в голландскую велошоссейную команду «Rabobank Continental Team» — молодежную версию профессиональной команды «Rabobank». В её составе в 2009 и 2010 годах он стал серебряным призёром Чемпионата Нидерландов в групповой гонке среди андеров, а в 2011 году — чемпионом. В этом же году выиграл молодежную версию Париж — Рубе.
В 2012 году подписал профессиональный контракт с голландской проконтинентальной командой «Project 1t4i», со следующего года начавшей выступать в мировом туре.
В октябре 2012 года одержал свои первые профессиональные победы, выиграв два этапа на Туре Хайнаня, проводившегося в Китае. В общем зачете гонки он стал шестым.
В мае 2013 года голландец впервые принял участие на гранд-туре, стартовав на Джиро д’Италия, но до финиша гонку не проехал, сойдя на 14-м этапе.
В 2015 году выиграл две однодневные гонки: Фелотон Берлин и Бенш — Шиме — Бенш. Также завоевал серебро в групповой гонке на Чемпионате Нидерландов, уступив в спринте Ники Терпстре.
23 января 2016 года Синкельдам был одним из шести гонщиков Team Giant-Alpecin, которых сбила машина, выехавшая на встречную полосу во время тренировки команды в Кальпе, Испания. Серьёзных травм, в отличие от своего товарища по команде, немца Джона Дегенкольба, голландец не получил.
25 июня 2017 года первенствовал на Чемпионате Нидерландов в групповой гонке, выиграв групповой спринт.
1 августа обявил, что со следующего года будет выступать за французскую команду мирового тура «FDJ».

## Достижения
2009
2-й Чемпионат Нидерландов U23 в групповой гонке
2010
2-й Чемпионат Нидерландов U23 в групповой гонке
9-й Тур Мюнстера
2011
1-й  Чемпионат Нидерландов U23 в групповой гонке
1-й Париж — Рубе U23
1-й Тур Лимбурга
2012
6-й
1-й — Этапы 5 и 8 Тур Хайнаня
2013
2-й Тур Зеландии
3-й Четыре дня Дюнкерка
2014
2-й Ворлд Портс Классик
1-й  Молодежная классификация
1-й — Этап 2
2-й Тур Пикардии
2-й Тур Зеландии
2015
1-й Велотон Берлин
1-й Бенш — Шиме — Бенш
2-й Чемпионат Нидерландов в групповой гонке
8-й Ваттенфаль Классик
2017
1-й  Чемпионат Нидерландов в групповой гонке
2018
1-й Париж — Шони
3-й Чемпионат Нидерландов в групповой гонке

## Статистика выступлений

### Гранд-туры
| Гонка           | 2013 | 2014 | 2015 | 2016 | 2017 | 2018 |
| --------------- | ---- | ---- | ---- | ---- | ---- | ---- |
| Джиро д'Италия  | —    | —    | —    | —    | —    | —    |
| Тур де Франс    | —    | —    | НФ   | 143  | 148  | 134  |
| Вуэльта Испании | НФ   | 136  | —    | —    | —    | —    |

| —  | Не участвовал  |
| НФ | Не финишировал |